# Landkreis Starnberg
Der Landkreis Starnberg ist eine Gebietskörperschaft und liegt im Südwesten des bayerischen Regierungsbezirks Oberbayern.

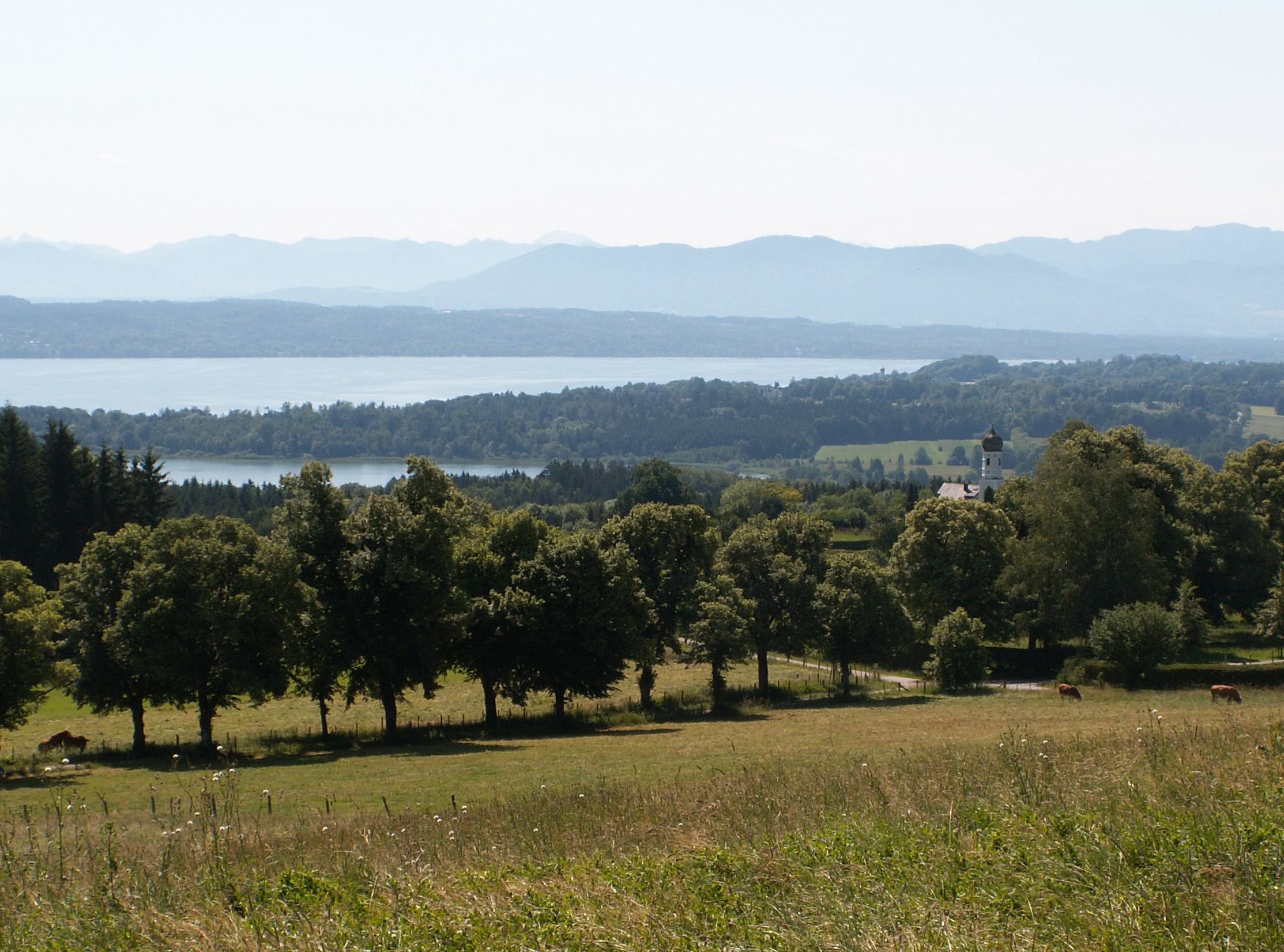
Ilkahöhe bei Tutzing – Blick auf den Starnberger See

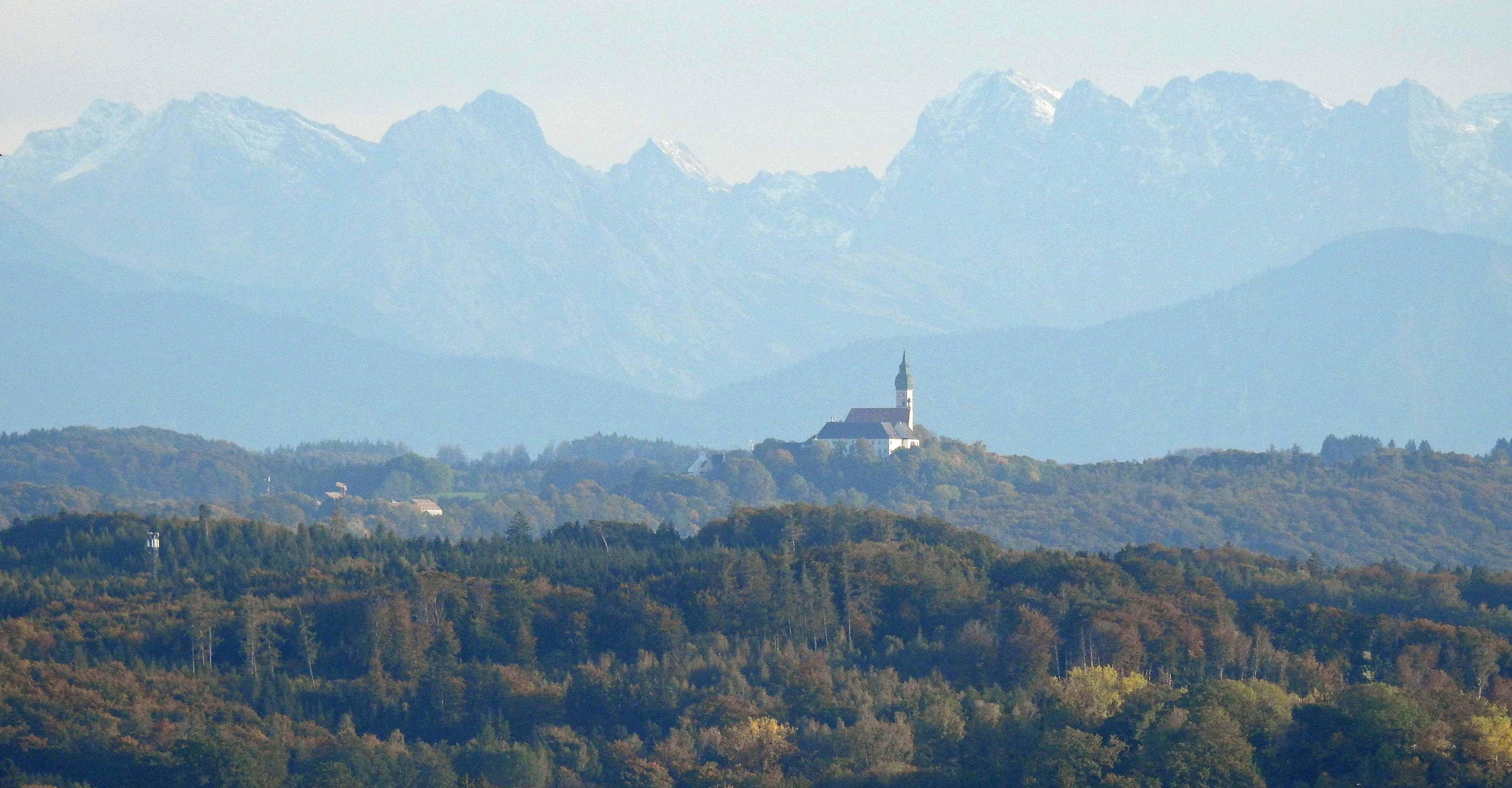
Kloster Andechs vor dem Karwendelgebirge

Mit einem Kaufkraftindex von 141,1 des Bundesdurchschnitts bzw. 33.363 Euro je Einwohner verfügt der Landkreis Starnberg im Jahr 2021 über das höchste Pro-Kopf-Einkommen aller Stadt- und Landkreise in der Bundesrepublik Deutschland. Er weist außerdem die deutschlandweit höchste Lebenserwartung auf (Stand: 2013/15).

## Geographie

### Lage
Der Landkreis Starnberg ist Teil der Kulturlandschaft „Fünfseenland“, da er den nordwestlichen Landstrich des Starnberger Sees, den Weßlinger See, den Wörthsee, den Pilsensee und Teile des östlichen Ammersees einschließt.
Zwischen dem Starnberger See (584 m) und dem Ammersee (533 m) erstrecken sich als Hügellandschaft würmeiszeitliche Seiten- und Endmoränen, die im Berndorfer Buchet (750 m) bei Obertraubing (westlich von Tutzing) ihre höchste Erhebung im Kreisgebiet haben.
Die Ilkahöhe (726 m) bei Tutzing ist ein bekannter Aussichtspunkt mit Blick auf den Starnberger See und die Alpen. An seinem Nordufer verlässt die Würm den Starnberger See. Sie hat sich ein enges Flussbett gegraben und verlässt bei Krailling das Kreisgebiet in Richtung München.

### Nachbarkreise
Der Landkreis grenzt im Uhrzeigersinn im Norden beginnend an die Landkreise Fürstenfeldbruck, München, Bad Tölz-Wolfratshausen, Weilheim-Schongau und Landsberg am Lech.

### Schutzgebiete
Im Landkreis gibt es zehn Naturschutzgebiete, sechs Landschaftsschutzgebiete, elf FFH-Gebiete und mindestens zwölf vom Bayerischen Landesamt für Umwelt ausgewiesene Geotope (Stand April 2016).

## Geschichte

### Landgericht
Das Gebiet des Landkreises Starnberg gehört lange zu Bayern. 1803 wurde das Landgericht Starnberg errichtet, das zum Isarkreis gehörte, der 1838 in Kreis Oberbayern umbenannt wurde.

### Bezirksämter

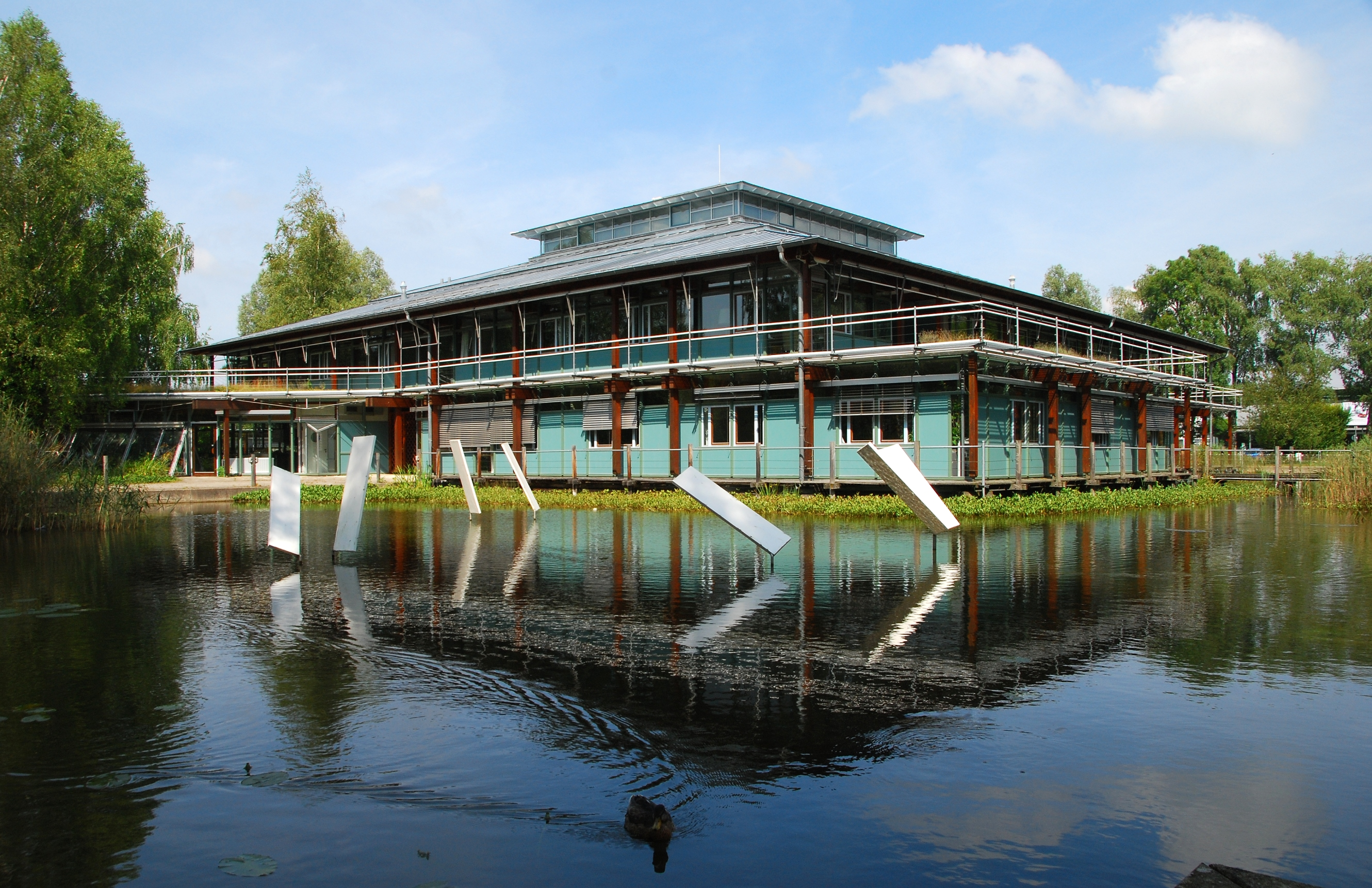
Landratsamt Starnberg

Im Jahr 1862 wurde das Gebiet des Landgerichts Teil des Bezirksamts München links der Isar und 1880 des Bezirksamtes München II. Am 1. Oktober 1902 wurde aus 40 Gemeinden des aufgelösten Bezirksamtes München II ein eigenes Bezirksamt Starnberg errichtet.

### Landkreis
Am 1. Januar 1939 wurde die Bezeichnung Landkreis eingeführt. So wurde aus dem Bezirksamt der Landkreis Starnberg.
Im Rahmen der Gebietsreform in Bayern wurde der Landkreis Starnberg am 1. Juli 1972 um die Gemeinden Bachhausen und Höhenrain sowie das gemeindefreie Gebiet Wadlhauser Gräben des aufgelösten Landkreises Wolfratshausen auf seine heutige Ausdehnung vergrößert.
Das neue Landratsamt wurde 1987 fertiggestellt (Architekt: Fritz Auer) und 1989 mit dem Deutschen Architekturpreis ausgezeichnet.

### Einwohnerstatistik
Der Landkreis ist als Naherholungskreis beliebt und hat eine starke Zuwanderung aus dem Raum München zu verzeichnen.

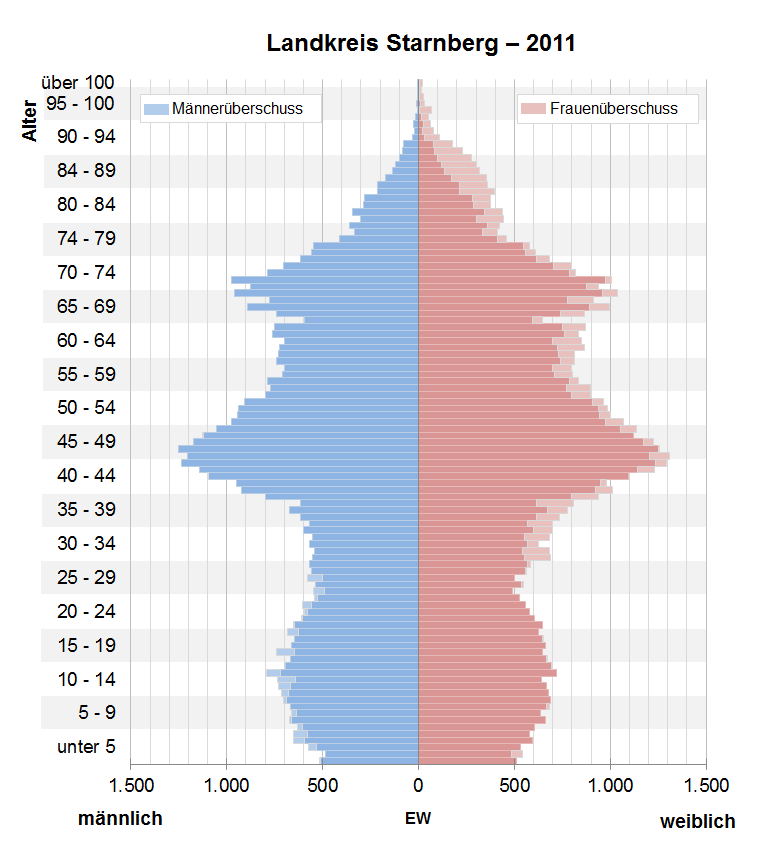
Bevölkerungspyramide für den Kreis Starnberg (Datenquelle: Zensus 2011)

Der Landkreis Starnberg gewann von 1988 bis 2008 rund 19.000 Einwohner hinzu bzw. wuchs um ca. 17 %. Zwischen 1988 und 2018 wuchs der Landkreis von 110.867 auf 136.092 um 25.225 Einwohner bzw. um 22,8 %.
Die Einwohnerzahlen ab 1840 beziehen sich auf den Gebietsstand vom 25. Mai 1987.
| Jahr | Einwohner |
| ---- | --------- |
| 1840 | 11.048    |
| 1871 | 13.011    |
| 1900 | 19.020    |
| 1925 | 29.363    |
| 1939 | 36.449    |
| 1950 | 65.463    |
| 1961 | 73.704    |
| 1970 | 86.674    |

| Jahr | Einwohner |
| ---- | --------- |
| 1987 | 108.889   |
| 1991 | 116.082   |
| 1995 | 119.523   |
| 2000 | 124.956   |
| 2005 | 129.091   |
| 2010 | 130.283   |
| 2015 | 133.621   |
| 2020 | 136.610   |

### Konfessionsstatistik
Gemäß der Volkszählung 2011 waren 43,7 % der Einwohner römisch-katholisch, 18,4 % evangelisch, und 37,9 % waren konfessionslos, gehörten einer anderen Glaubensgemeinschaft an oder machten keine Angabe. Die Anzahl der Katholiken und Protestanten ist seitdem gesunken. Gemäß dem Zensus 2022 waren (Stand 2022) 34,5 % der Einwohner katholisch, 14,1 % evangelisch und 51,3 % waren konfessionslos, gehörten einer anderen Glaubensgemeinschaft an oder machten keine Angabe.
Im Jahr 2023 sind 1724 (zirka 1 % der Gesamtbevölkerung) katholische und evangelische Christen aus der Kirche ausgetreten.

## Wirtschaft und Infrastruktur

### Wirtschaft
Der Kaufkraftindex des Landkreises betrug im Jahr 2021 141,1 des Bundesdurchschnitts (100) bzw. 33.363 Euro pro Einwohner. Somit verfügte der Landkreis Starnberg über das höchste Pro-Kopf-Einkommen aller Stadt- und Landkreise in Deutschland.
13,5 Prozent der Beschäftigten im Landkreis Starnberg haben einen Hochschul- oder Fachhochschulabschluss – doppelt so viele wie im Bundesschnitt.
Im Zukunftsatlas der schweizerischen Prognos AG belegt der Landkreis Starnberg seit 2013 durchgängig Platz 8 von über 400 Landkreisen, Kommunalverbänden und kreisfreien Städten in Deutschland und zählt damit zu den Regionen mit „Top Zukunftschancen“.

### Tourismus
War der Landkreis Starnberg zuvor als Teil der Tourismusregion Starnberger Fünf-Seen-Land ausgewiesen, ist sie seit 2019 beim Bayerischen Landesamt für Statistik in der Schreibweise „Starnberg Ammersee“ als Teil der Tourismusregion Starnberg-Ammersee verzeichnet.
Die Gesellschaft für Wirtschafts- und Tourismusentwicklung im Landkreis Starnberg mbH (gwt Starnberg GmbH) vermarktet die Region in der Schreibweise „StarnbergAmmersee“ und wurde „als Schnittstelle zwischen Unternehmen, Verwaltung, Politik und Bürgern gegründet“. Neben dem Marketing zu Aspekten generell als Wirtschaftsstandort fungiert die gwt auch gleich einem Tourismusverband, über dessen Webpräsenz u. a. Urlaubsziele innerhalb der Region beworben werden und Unterkünfte zu buchen sind. Gesellschafter der gwt sind der Landkreis, die Gemeinden des Landkreises sowie vier Anliegergemeinden an den Seen drei anderer Landkreise (Bernried am Starnberger See, Dießen am Ammersee, Münsing, Seeshaupt), ferner der Bund der Selbstständigen – Gewerbeverband Bayern e. V. und der Unternehmerverband Wirtschaftsförderung (UWS).

### Verkehr

#### Schiene
Die  erreicht auf der 1854 von der Pasing-Starnberg Eisenbahn erbauten Strecke von München her über Gauting in Starnberg das Westufer des Sees; dann führt sie auf dem Abschnitt bis Tutzing weiter, der 1865/66 ebenso wie die Verlängerungen nach Weilheim und Penzberg von der Eisenbahn der Stadt Weilheim hinzugefügt worden ist.
Die  benutzt die Bahnlinie, die 1903 durch die Bayerische Staatsbahn von Pasing nach Herrsching in Betrieb genommen wurde.

#### Straße
Die Bundesautobahn 96 München–Lindau erschließt den westlichen Landkreis. Die Bundesautobahn 95 München–Garmisch-Partenkirchen verläuft rund 13 km nahe der östlichen Landkreisgrenze. Die beim Autobahndreieck Starnberg aus der Bundesautobahn 95 abzweigende, knapp 5 km lange Bundesautobahn 952 endet nahe der Nordspitze des Starnberger Sees am östlichen Stadtrand von Starnberg.

## Politik

### Kreistag
|  | Kreistagswahl Starnberg 2020Wahlbeteiligung: 62,4 % (+3,4 %p) %403020100 34,029,913,59,17,83,51,40,8 CSUGrüneFWSPDFDPÖDP/Pf.fAfDLinkeGewinne und Verlusteim Vergleich zu 2014 %p 14 12 10 8 6 4 2 0 −2 −4 −6−5,1+12,5−1,1−6,0−2,2−0,4+1,4+0,8CSUGrüneFWSPDFDPÖDP/Pf.AfDLinkeAnmerkungen:f ÖDP/Parteifreie | Sitzverteilung im Kreistag Starnberg 2020Insgesamt 60 Sitze - Linke: 1 - SPD: 5 - Grüne: 18 - ÖDP/Pf.: 2 - FW: 8 - FDP: 5 - CSU: 20 - AfD: 1 |

Die Wahlergebnisse der Kreistagswahlen ab 2002 führten zu folgenden Sitzverteilungen:
| Jahr | CSU | SPD | Grüne | FDP | FW | ÖDP | Linke | AfD | Gesamt | Wahl- beteiligung |
| ---- | --- | --- | ----- | --- | -- | --- | ----- | --- | ------ | ----------------- |
| 2020 | 20  | 5   | 18    | 5   | 8  | 2   | 1     | 1   | 60     | 62,4 %            |
| 2014 | 24  | 9   | 10    | 6   | 9  | 2   | –     | –   | 60     | 59,0 %            |
| 2008 | 23  | 9   | 10    | 7   | 9  | 2   | –     | –   | 60     | 63,1 %            |
| 2002 | 28  | 11  | 6     | 4   | 9  | 2   | –     | –   | 60     | 63,8 %            |

### Landrat
Seit dem 1. Mai 2020 hat Stefan Frey (CSU) als Nachfolger von Karl Roth (CSU) das Amt des Landrats des Landkreises Starnberg inne. Stellvertretender Landrat ist Matthias Vilsmayer (Freie Wähler) sowie als weitere Stellvertreter Georg Scheitz (CSU) und Britta Hundesrügge (FDP). Die CSU, Freie Wähler und die FDP bilden gemeinsam eine Koalition.

## Wappen und Flagge
| Wappen des Landkreises Starnberg | Blasonierung: „Dem bayerischen Rautenschild aufgelegt oben ein schreitender goldener Löwe, unten ein einköpfiger goldener Adler.“ |
| Wappen des Landkreises Starnberg | Wappenbegründung: Das Wappen geht auf die Grafen von Andechs-Meranien zurück.                                                     |

Als inoffizielle Landkreisflagge wird eine weiß-blaue Flagge mit dem Landkreiswappen verwendet.
Das Landratsamt Starnberg verwendet in der Korrespondenz nicht das Landkreis- oder das kleine Staatswappen, sondern lediglich ein Logo. Hausschrift ist die Univers.

## Gemeinden
(Einwohner am 31. Dezember 2023)
| Stadt 1. Starnberg (24.437) Keine Märkte Keine Verwaltungsgemeinschaften Gemeindefreies Gebiet 1. Starnberger See (57,16 km²) | Weitere Gemeinden 1. Andechs (3814) 2. Berg (8072) 3. Feldafing (4360) 4. Gauting (21.857) 5. Gilching (19.045) 6. Herrsching am Ammersee (11.050) 7. Inning am Ammersee (4776) 8. Krailling (7796) 9. Pöcking (5518) 10. Seefeld (7705) 11. Tutzing (9890) 12. Weßling (5467) 13. Wörthsee (5139) |  |

## Gemeinden vor der Gebietsreform 1971/1978
Bis zur Gebietsreform 1971/1978 hatte der Landkreis Starnberg 40 Gemeinden (siehe Liste unten).
Im Westen grenzte der Landkreis an den Landkreis Landsberg am Lech, im Norden an den Landkreis Fürstenfeldbruck, im Osten an die Landkreise München und Wolfratshausen und im Süden beziehungsweise im Südwesten an den Landkreis Weilheim in Oberbayern.
Am 1. Oktober 1937 wurde die Gemeinde Kempfenhausen nach Berg eingemeindet. Am 8. Juli 1952 wurde der Name der Gemeinde Oberalting in Oberalting-Seefeld geändert und die Gemeinde Erling wurde am 30. April 1956 in Erling-Andechs umbenannt.
Die Gemeinden des Landkreises Starnberg vor der Gemeindereform 1971/78. (Die Gemeinden, die es heute noch gibt, sind fett hervorgehoben.)
| frühere Gemeinde       | heutige Gemeinde      | heutiger Landkreis  |
| ---------------------- | --------------------- | ------------------- |
| Argelsried             | Gilching              | Landkreis Starnberg |
| Aschering              | Pöcking               | Landkreis Starnberg |
| Berg                   | Berg                  | Landkreis Starnberg |
| Breitbrunn am Ammersee | Herrsching a.Ammersee | Landkreis Starnberg |
| Buch am Ammersee       | Inning a.Ammersee     | Landkreis Starnberg |
| Buchendorf             | Gauting               | Landkreis Starnberg |
| Drößling               | Seefeld               | Landkreis Starnberg |
| Erling-Andechs         | Andechs               | Landkreis Starnberg |
| Etterschlag            | Wörthsee              | Landkreis Starnberg |
| Feldafing              | Feldafing             | Landkreis Starnberg |
| Frieding               | Andechs               | Landkreis Starnberg |
| Gauting                | Gauting               | Landkreis Starnberg |
| Gilching               | Gilching              | Landkreis Starnberg |
| Hadorf                 | Starnberg             | Landkreis Starnberg |
| Hanfeld                | Starnberg             | Landkreis Starnberg |
| Hechendorf a.Pilsensee | Seefeld               | Landkreis Starnberg |
| Herrsching a.Ammersee  | Herrsching a.Ammersee | Landkreis Starnberg |
| Hochstadt              | Weßling               | Landkreis Starnberg |
| Inning a.Ammersee      | Inning a.Ammersee     | Landkreis Starnberg |
| Krailling              | Krailling             | Landkreis Starnberg |
| Leutstetten            | Starnberg             | Landkreis Starnberg |
| Machtlfing             | Andechs               | Landkreis Starnberg |
| Maising                | Pöcking               | Landkreis Starnberg |
| Meiling                | Seefeld               | Landkreis Starnberg |
| Oberalting-Seefeld     | Seefeld               | Landkreis Starnberg |
| Oberbrunn              | Gauting               | Landkreis Starnberg |
| Oberpfaffenhofen       | Weßling               | Landkreis Starnberg |
| Percha                 | Starnberg             | Landkreis Starnberg |
| Perchting              | Starnberg             | Landkreis Starnberg |
| Pöcking                | Pöcking               | Landkreis Starnberg |
| Söcking                | Starnberg             | Landkreis Starnberg |
| Starnberg (Stadt)      | Starnberg             | Landkreis Starnberg |
| Steinebach am Wörthsee | Wörthsee              | Landkreis Starnberg |
| Traubing               | Tutzing               | Landkreis Starnberg |
| Tutzing                | Tutzing               | Landkreis Starnberg |
| Unering                | Seefeld               | Landkreis Starnberg |
| Unterbrunn             | Gauting               | Landkreis Starnberg |
| Wangen1                | Starnberg             | Landkreis Starnberg |
| Weßling                | Weßling               | Landkreis Starnberg |
| Widdersberg            | Herrsching a.Ammersee | Landkreis Starnberg |

Landkreis Starnberg, Gemeindegrenzenkarte von 1961

1: war erst seit 1952 eigenständige Gemeinde

## Partnerlandkreise
Seit 1980 besteht eine Partnerschaft mit Neu-Taipeh, aus der auch eine Schulpartnerschaft des Gymnasiums Kempfenhausen mit der „San Min Senior Highschool“ entstanden ist.
Seit 1982 besteht eine Partnerschaft mit dem Landkreis Bad Dürkheim. Seitdem gibt es gegenseitige Besuche sowie das jährlich stattfinde Pfälzer Weinfest in Starnberg und das Andechser Bierfest in Haßloch.
Auf einer Delegationsreise 2018 wurde ebenfalls eine Partnerschaft mit dem Landkreis Hualien in Taiwan geschlossen.

## Kfz-Kennzeichen
Am 1. Juli 1956 wurde dem Landkreis bei der Einführung der bis heute gültigen Kfz-Kennzeichen das Unterscheidungszeichen STA zugewiesen. Es wird durchgängig bis heute ausgegeben. Seit dem 10. Juli 2013 ist auch das Unterscheidungszeichen WOR (Wolfratshausen) erhältlich.